# São Francisco de Assis na Ripa Grande (título cardinalício)
São Francisco de Assis na Ripa Grande (em latim, S. Francisci Assisiensis ad Ripam Maiorem) é um título cardinalício instituído em 12 de março de 1960 pelo Papa João XXIII, pela constituição apostólica Cum ob peculiaris.
Sua igreja titular é a San Francesco a Ripa.

## Titulares protetores
- Laurean Rugambwa (1960-1997)
- Norberto Rivera Carrera (1998-)